# Glencoeleberis
Glencoeleberis is een geslacht van kreeftachtigen uit de klasse van de Ostracoda (mosselkreeftjes).

## Soorten
- Glencoeleberis armata Jellinek & Swanson, 2003
- Glencoeleberis occultata Jellinek & Swanson, 2003
- Glencoeleberis thomsoni (Hornibrook, 1952)